# Community Shield 2008
La Community Shield 2008 fue la edición n.º 86 de la competición, fue disputada entre el campeón de la Premier League 2007/08, el Manchester United y el campeón de la FA Cup 2007-08, el Portsmouth.
El partido se disputó el 10 de agosto de 2008 en el nuevo Wembley ante 84.808 espectadores.
El encuentro finalizó 0-0 y se decidió por penaltis con un resultado de 3-1, así el trofeo se lo adjudicó el vigente campeón, el Manchester United consiguiendo su trofeo n.º 17 en esta competición inglesa.

## Community Shield 2008

### Equipos
| Manchester United |  | Bandera de Inglaterra |  | Campeón de la Premier League (2007/08) |
| Portsmouth        |  | Bandera de Inglaterra |  | Campeón de la FA Cup (2007-08)         |

### Partido
| MANCHESTER UNITED: |    |                   |     |     |
|                    |    |                   |     |     |
| POR                | 1  | Edwin van der Sar |     |     |
| DEF                | 2  | Gary Neville      | 61' | 66' |
| DEF                | 5  | Rio Ferdinand     |     |     |
| DEF                | 15 | Nemanja Vidic     | 45' |     |
| DEF                | 3  | Patrice Evra      |     |     |
| MED                | 24 | Darren Fletcher   |     |     |
| MED                | 18 | Paul Scholes      |     |     |
| MED                | 22 | John O'Shea       |     | 66' |
| MED                | 17 | Nani              |     | 79' |
| DEL                | 11 | Ryan Giggs        |     |     |
| DEL                | 32 | Carlos Tévez      |     |     |
| Suplentes:         |    |                   |     |     |
| DEF                | 6  | Wes Brown         |     | 66' |
| MED                | 16 | Michael Carrick   |     | 66' |
| DEL                | 31 | Fraizer Campbell  |     | 79' |
| Entrenador:        |    |                   |     |     |
| Sir Alex Ferguson  |    |                   |     |     |

| PORTSMOUTH:    |    |                     |     |     |
|                |    |                     |     |     |
| POR            | 1  | David James         |     |     |
| DEF            | 5  | Glen Johnson        |     |     |
| DEF            | 15 | Sylvain Distin      | 37' |     |
| DEF            | 23 | Sol Campbell        |     |     |
| DEF            | 7  | Hermann Hreiðarsson |     | 79' |
| MED            | 8  | Papa Bouba Diop     |     |     |
| MED            | 30 | Pedro Mendes        |     | 75' |
| MED            | 6  | Lassana Diarra      |     |     |
| MED            | 19 | Niko Kranjcar       |     | 60' |
| DEL            | 9  | Peter Crouch        |     |     |
| DEL            | 14 | Jermain Defoe       |     |     |
| Suplentes:     |    |                     |     |     |
| DEF            | 4  | Lauren              |     | 79' |
| MED            | 18 | Arnold Mvuemba      |     | 75' |
| DEL            | 17 | John Utaka          |     | 60' |
| Entrenador:    |    |                     |     |     |
| Harry Redknapp |    |                     |     |     |

| Carlos Tévez    |  | Acierto de penal |
| Rian Giggs      |  | Acierto de penal |
| Michael Carrick |  | Acierto de penal |

|  | Fallo de penal (saved) | Lassana Diarra |
|  | Acierto de penal       | Jermain Defoe  |
|  | Fallo de penal (saved) | Arnold Mvuemba |
|  | Fallo de penal (saved) | Glen Johnson   |

| MANCHESTER UNITED: |    |                   |     |     |
|                    |    |                   |     |     |
| POR                | 1  | Edwin van der Sar |     |     |
| DEF                | 2  | Gary Neville      | 61' | 66' |
| DEF                | 5  | Rio Ferdinand     |     |     |
| DEF                | 15 | Nemanja Vidic     | 45' |     |
| DEF                | 3  | Patrice Evra      |     |     |
| MED                | 24 | Darren Fletcher   |     |     |
| MED                | 18 | Paul Scholes      |     |     |
| MED                | 22 | John O'Shea       |     | 66' |
| MED                | 17 | Nani              |     | 79' |
| DEL                | 11 | Ryan Giggs        |     |     |
| DEL                | 32 | Carlos Tévez      |     |     |
| Suplentes:         |    |                   |     |     |
| DEF                | 6  | Wes Brown         |     | 66' |
| MED                | 16 | Michael Carrick   |     | 66' |
| DEL                | 31 | Fraizer Campbell  |     | 79' |
| Entrenador:        |    |                   |     |     |
| Sir Alex Ferguson  |    |                   |     |     |

| PORTSMOUTH:    |    |                     |     |     |
|                |    |                     |     |     |
| POR            | 1  | David James         |     |     |
| DEF            | 5  | Glen Johnson        |     |     |
| DEF            | 15 | Sylvain Distin      | 37' |     |
| DEF            | 23 | Sol Campbell        |     |     |
| DEF            | 7  | Hermann Hreiðarsson |     | 79' |
| MED            | 8  | Papa Bouba Diop     |     |     |
| MED            | 30 | Pedro Mendes        |     | 75' |
| MED            | 6  | Lassana Diarra      |     |     |
| MED            | 19 | Niko Kranjcar       |     | 60' |
| DEL            | 9  | Peter Crouch        |     |     |
| DEL            | 14 | Jermain Defoe       |     |     |
| Suplentes:     |    |                     |     |     |
| DEF            | 4  | Lauren              |     | 79' |
| MED            | 18 | Arnold Mvuemba      |     | 75' |
| DEL            | 17 | John Utaka          |     | 60' |
| Entrenador:    |    |                     |     |     |
| Harry Redknapp |    |                     |     |     |

| Carlos Tévez    |  | Acierto de penal |
| Rian Giggs      |  | Acierto de penal |
| Michael Carrick |  | Acierto de penal |

|  | Fallo de penal (saved) | Lassana Diarra |
|  | Acierto de penal       | Jermain Defoe  |
|  | Fallo de penal (saved) | Arnold Mvuemba |
|  | Fallo de penal (saved) | Glen Johnson   |

| Campeón Community Shield 2008 |
| ----------------------------- |
| Manchester United 17º título  |

| Predecesor: Community Shield 2007 | Community Shield 2008 | Sucesor: Community Shield 2009 |